# Ель-Хаббанія (місто)
Ель-Хаббанія (араб. الحبانية) — місто в іракській провінції Анбар.
| Ірак | Це незавершена стаття з географії Іраку. Ви можете допомогти проєкту, виправивши або дописавши її. |